# Władcy Achai
Książęta Achai panowali w Księstwie Achai (znanym również jako Księstwo Morei) – jednym z państw feudalnych założonych na ziemiach Cesarstwa Bizantyjskiego w wyniku następstw IV krucjaty w 1204 r. 
Księstwo Achai istniało w latach 1205–1432. Przez długi czas było jednym z najsilniejszych państw łacińskich w Grecji i słynęło z wysoko rozwiniętej kultury rycerskiej.
W 1432 ziemie księstwa powróciły do Cesarstwa Bizantyjskiego.

## Poczet książąt (daty panowania)
- 1205 – 1209 : Wilhelm I z Champlitte
- 1209 – 1228 : Gotfryd I Villehardouin
- 1228 – 1246 : Gotfryd II Villehardouin
- 1246 – 1278 : Wilhelm II Villehardouin
- 1278 – 1285 : Karol I Andegaweński
- 1285 – 1289 : Karol II Andegaweński
- 1289 – 1307 : Izabela z Villehardouin
- 1289 – 1297 : Florens z Hainaut
- 1301 – 1307 : Filip Sabaudzki
- 1307 – 1313 : Filip I z Tarentu
- 1313 – 1318 : Matylda z Hainaut
- 1313 – 1316 : Ludwik Burgundzki
- 1318 – 1322 : Robert z Tarentu
- 1322 – 1333 : Jan de Gravina
- 1333 – 1364 : Robert z Tarentu
- 1364 – 1373 : Filip II z Tarentu
- 1373 – 1381 : Joanna
- 1381 – 1383 : Jakub de Baux
- 1383 – 1386 : Karol III
- 1396 – 1402 : Piotr z St. Superan
- 1402 – 1404 : Maria Zaccaria
- 1404 – 1430 : Centurion II Zaccaria, w 1430 zrezygnował na rzecz córki (jako rekompensatę otrzymał dożywotnio baronię Arkadii na południowym Peloponezie)

Ostatni książę prowadził wojnę o ocalenie niezależności swojego księstwa z Tomaszem Paleologiem.
Pokonany w 1430 roku, wydał swoją córkę Katarzynę za Tomasza Paleologa, która wniosła mężowi w posagu łacińskie Księstwo Achai.